# Sauviat
Sauviat – miejscowość i gmina we Francji, w regionie Owernia-Rodan-Alpy, w departamencie Puy-de-Dôme.
Według danych na rok 1990 gminę zamieszkiwało 428 osób, a gęstość zaludnienia wynosiła 27 osób/km² (wśród 1310 gmin Owernii Sauviat plasuje się na 447. miejscu pod względem liczby ludności, natomiast pod względem powierzchni na miejscu 601.).